# John Carter
John Carter är en fiktiv läkare i TV-serien Cityakuten som medverkar från seriens första avsnitt och under 11 år. Rollen skrevs ut ur serien 2005 och spelades av Noah Wyle.

## Om karaktären
När Carter var barn avled hans bror i cancer. Detta var orsaken till att Carter i vuxen ålder valde att söka sig till läkaryrket. Han inleder sin karriär på en kirurgisk avdelning, men upptäcker att han inte passar som kirurg, varför han byter till en akutavdelning.  
Han blir i serien knivhuggen av karaktären  Lucy Knights psykiatripatient, och han var  nära att dö. Han överlevde, men Knight avled. Efter attacken började han missbruka droger, vilket upptäcktes av karaktären Abigail "Abby" Lockhart. Han skickades därefter till en avgiftningsklinik och efter att ha återgått i arbete blev så småningom återställd.  
Under seriens gång hade han ett långvarigt förhållande med Lockhart och reste till Afrika ett flertal gånger, en gång räddar han den malariesjuke Luka Kovac. De många resorna ogillas av Lockhart som avslutar förhållandet. En annan viktig händelse i Carters liv inträffar när han upptäckte att han skulle ha barn med en kvinna i Afrika. På grund av en knut på navelsträngen dog dock barnet. Paret blev förkrossade och gled isär. 
År 2005 flyttade Carter tillbaka till Afrika.